# No You Girls
"No You Girls" é uma canção da banda escocesa de indie rock Franz Ferdinand. É o segundo single do álbum Tonight: Franz Ferdinand.
Ele alcançou a posição # 22 no UK Singles Chart duas semanas antes de seu lançamento oficial, caiu para # 24 na próxima semana e depois voltou para # 22 aquando do seu lançamento oficial. Embora, portanto, não cumpriu as suas expectativas antes de seu lançamento físico , tornou-se (depois de "do You Want To") mais longo única da banda, segundo duradouro no Top UK 100, permanecendo lá durante dez semanas. Recentemente introdução da música foi usada em um episódio do seriado de TV, Fringe, intitulado "Unleashed" e uma parte do refrão foi utilizado durante uma cena da festa no filme Sorority Row 2009.

## História
A faixa foi lançado ao vivo na 05 de agosto de 2007 sob o título "Katherine Kiss Me", mas foi posteriormente mudado pouco mais de um ano depois de "No Girls You Never Know" e, em seguida, reduzido, enquanto uma música nova, acústica chamada "Katherine Kiss me"(na sequência de letras muito semelhantes aos"No You Gilrs") foi gravada para o álbum Tonight: Franz Ferdinand. 

## Prêmios e indicações
Foi indicada ao Best Remixed Recording, Non-Classical em 2010 no 52º Grammy Awards. Foi remixada pelo artista dinamarques Trentemoeller.

## Video
O vídeo da música foi lançado na sexta-feira dia 13 de março, na mesma noite a banda executou para a Comic Relief. O vídeo da música em si, dirigido por Nima Nourizadeh, apresenta várias meninas com vestidos de grandes dançando em volta da banda, enquanto eles executam a trilha, bem como máquinas cuspindo papéis com a palavra "NO" escrito neles.

## Faixas
- CD

"No You Girls"
"No You Girls" (Vince Clarke Remix)
- CD - Alemanha / Austrália

"No You Girls"
"No You Girls" (Vince Clarke Remix) – 5:07
"No You Girls" (John Disco Reversion - Original Vox) – 4:01
"No You Girls" (Nôze Remix) – 7:08
"No You Girls" (The Grizzl Remix) – 6:52
- 7"

"No You Girls"
"Lucid Dreams (Mike Fraser Mix)"
12"
- "No You Girls" (Nôze Remix)
- "No You Girls" (John Disco Remix)
- "No You Girls" (Raffertie Remix)
- "Ulysses" (Zomby Remix)

- CD promo

- "No You Girls" (Radio Mix) - 3:22
- "No You Girls" - 3:42
- "No You Girls" (Vince Clarke Remix) – 5:07

- Download digital

"No You Girls" (Vince Clarke Remix) – 5:07
"No You Girls" (Nôze Remix) – 7:08
"No You Girls" (John Disco Reversion - Original Vox) – 4:01
"No You Girls" (Raffertie Vocal) – 6:44
"Ulysses" (Zomby Gloop Remix) – 4:14

## Tabelas musicais
| Paradas (2009)                   | Melhor posição |
| -------------------------------- | -------------- |
| ARIA Singles Chart               | 34             |
| Canadian Hot 100                 | 54             |
| Japan Hot 100 Singles            | 82             |
| Polish Singles Chart             | 5              |
| UK Singles Chart                 | 22             |
| Billboard Bubbling Under Hot 100 | 6              |
| Billboard Alternative Songs      | 7              |